# Best of the Doobies
| Recensione | Giudizio |
| ---------- | -------- |
| AllMusic   | [ 1 ]    |

Best of the Doobies è la prima raccolta del gruppo musicale statunitense The Doobie Brothers, contenente brani da Toulouse Street a Takin' It to the Streets. L'album, edito nel novembre 1976 dalla Warner Bros. Records, venne distribuito in Italia dalla WEA Italiana.

## Tracce

### Lato A
1. China Grove – 3:14
2. Long Train Runnin' – 3:23
3. Takin' It to the Streets – 3:56
4. Listen to the Music – 3:49
5. Black Water – 4:14
6. Rockin' Down the Highway – 3:19

### Lato B
1. Jesus Is Just Alright – 4:30
2. It Keeps You Runnin – 4:20
3. South City Midnight Lady – 5:27
4. Take Me in Your Arms – 3:39
5. Without You – 4:58